# شنیو
شنیو (به مجاری:  Sényő) یک منطقهٔ مسکونی در مجارستان است که در سابولچ-ساتمار-برگ واقع شده‌است. شنیو ۱۸٫۳۰ کیلومتر مربع مساحت و ۱٬۳۹۹ نفر جمعیت دارد.